# Porque soy una niña
Porque Soy una Niña es una campaña internacional llevada a cabo por la organización de ayuda Plan International. La campaña está hecha para combatir el problema de la discriminación de género alrededor del mundo. La meta de la campaña es el promover los derechos de las niñas y sacar de la pobreza a millones de niñas alrededor del mundo. Esta campaña es parte del más amplio trabajo de cooperación internacional de la organización. La campaña se enfoca en la desigualdad que enfrentan las niñas en países en desarrollo y promueve proyectos para mejorar oportunidades para las niñas en educación, atención médica, planificación familiar, derechos legales y otras áreas.

## Metas de la campaña
Plan Internacional establece que la campaña tiene varias metas presentes, que en 2012 incluían:
- El priorizar la educación de las niñas por los líderes mundiales
- Hacer de mayor enfoque y de acción internacional la terminación de la educación secundaria de calidad de las niñas
- Incrementar los fondos para la educación de las niñas
- Poner fin al matrimonio infantil
- Poner fin a la violencia contra la mujer dentro y fuera de las escuelas
- Participación de niñas y niños en la toma de decisiones
- Inspirar a aquellos en el poder a tomar acción

Plan ha dirigido a 4 millones de niñas a través de programas directos y proyectos, y tiene la meta de llegar a 40 millones de niñas y niños indirectamente a través de programas de género. Plan también tiene una meta más a futuro de impactar positivamente a 400 millones de niñas a través de cabildeo para cambios políticos gubernamentales.

## Orígenes
La campaña inició poco después de que Plan Internacional publicara su primer reporte anual en materia de las niñas del mundo en mayo de 2007 titulado "Porque Soy una Niña". El ampliamente citado reporte, principalmente escrito por Nikki Van der Gaag,  compilaba y analizaba la investigación sobre el alcance de la discriminación contra las niñas en todo el mundo y en el mundo en desarrollo. La violencia contra las niñas, el matrimonio infantil forzado y la pobreza endémica son ejemplos de temas examinados en el reporte. Tras publicar el reporte, Plan Internacional desarrolló la campaña Porque Soy una Niña como una iniciativa en marcha para lanzar proyectos enfocados en remediar los retos afrontados por niñas.

## Reportes Anuales
Cada año, un reporte de Porque Soy una Niña es liberado por Plan como una actualización del estado de las niñas del mundo. El reporte ha sido producido anualmente desde 2007. Investigadores del reporte visitan niñas alrededor del mundo y resumen sus hallazgos en el reporte.
Reportes presentados desde el 2007:
- 2007: El Estado de Niñas del Mundo
- 2008: En las Sombras de la Guerra
- 2009: Niñas en la Economía Global: Agregándolo Todo
- 2010: Fronteras Digitales y Urbanas
- 2011: Porque Soy una Niña: ¿Qué pasa con los niños?
- 2012: Porque Soy una Niña: Aprendiendo para la vida
- 2013: En Doble Peligro: Niñas Adolescentes y Desastres

## Actividad Internacional
Plan Internacional ha incrementado la concientización de su campaña a través de marketing innovador, incluyendo una campaña con un visibles pósteres en paradas de autobuses. Plan Internacional también inició el Día Internacional de la Niña, adoptado por la Asamblea General de las Naciones Unidas como un día de práctica anual. El día inaugural del Día Internacional de la Niña es el 11 de octubre de 2012.

### Canadá
La iniciativa Porque Soy una Niña de Plan Canada creó una petición al gobierno canadiense por un Día Nacional de la Niña. Esta petición fue diseñada para cabildear a las Naciones Unidas por un Día Internacional de la Niña, inicialmente conmemorado el 22 de septiembre. La meta establecida era brindar atención y concientización internacional sobre el problema de discriminación sexual y permitirles a las niñas obtener sus derechos. Canadá promovió en la Asamblea General de las Naciones Unidas conmemorar el Día Internacional de la Niña cada 11 de octubre, propuesta que Naciones Unidas votó para adoptar.

### Reino Unido
En una campaña del 2009, mujeres famosas donaron fotografías de su niñez, hablaron de las mujeres que las inspiraron y dieron sus pensamientos acerca de los derechos humanos.
En 2014, una niña de una escuela escribió un poema sobre el matrimonio forzado tras descubrir la campaña Porque Soy una Niña. Su poema fue publicado en línea por Plan RU.

### Estados Unidos
En 2015 Mo'ne Davis se unió con la marca M4D3 (Make A Difference Everyday) para diseñar una línea de tenis para niñas, con algunas de las ganancias dirigidas a la campaña Porque Soy una Niña de Plan Internacional.